# Oglasa plagiata
Oglasa plagiata là một loài bướm đêm trong họ Noctuidae.